# Loxosceles tehuana
La araña violinista del Istmo (Loxosceles tehuana) es una especie de araña del género Loxosceles de la familia Sicariidae, del orden Araneae. Esta especie fue descrita por Gertsch en 1958. El nombre específico tehuana hace alusión a la localidad tipo donde fue colectada.

## Descripción
La araña violinista del Istmo presenta coloración de la siguiente forma: caparazón de color naranja brillante a rojizo, más oscuro en el frente, el patrón oscuro en la zona ocular se nota débilmente; fémures de las patas de color marrón anaranjado, los segmentos distales de las patas son más pálidos. Las patas son robustas, de longitud moderada. Los tubérculos oculares se aprecian más separados, la mediana es de casi un diámetro y medio de los ojos laterales anteriores. La forma general del cuerpo se presenta de manera típica; las patas acomodadas a los lados, sin espinas evidentes, el color del opistosoma es marrón: el arreglo ocular es 2:2:2. Es una especie de talla media, llegando a alcanzar 5 centímetros de largo contando las patas.

## Distribución y hábitat
Esta especie es endémica de México y se distribuye en los estados mexicanos de Oaxaca y Chiapas. Siendo un organismo de ambiente terrestre, éstas arañas pueden encontrarse debajo de piedras o en grietas, así como en cuevas kársticas.

## Estado de conservación
No se encuentra dentro de ninguna categoría de riesgo en las normas nacionales o internacionales.

## Relevancia médica
Esta especie se encuentra dentro de los organismos considerados de importancia médica. Su mordedura puede llegar a representar un riesgo grave a la salud y requiere atención médica.